# Kayō Yamaguchi
Kayō Yamaguchi (山口 華楊, Yamaguchi Kayō, 3 octobre 1899 – 16 mars 1984) est un peintre japonais appartenant à l'école nihonga d'aquarelle. Il est né dans l'arrondissement de Nakagyō-ku à Kyoto.
Kayo étudie auprès de Nishimura Go'un. Il supervise le (画塾晨鳥社). Avec un style de peinture à base de croquis, il s'est spécialisé dans les représentations d'animaux. En 1981 il est décoré de l'Ordre de la Culture.